# Masafumi Kawaguchi
Masafumi Kawaguchi (in giapponese 河口正史, Kawaguchi Masafumi) (Kawanishi, 19 febbraio 1973) è un ex giocatore di football americano e allenatore di football americano giapponese che ha giocato nel ruolo di linebacker.

## Palmarès
- 1 Mondiale (1999)